# Бегство к победе
«Бегство к победе» (англ. Escape To Victory) или «Победа» (англ. Victory) — американский художественный фильм 1981 года, драма, снятая режиссёром Джоном Хьюстоном. Также известен под названиями «Бегство в победу» и «Побег к победе». Премьера картины состоялась 30 июля 1981 года в США.
В фильме снялись многие известные актёры: Сильвестр Сталлоне, Майкл Кейн, Макс фон Сюдов, Амиду, а также знаменитые футболисты: Пеле, Поль ван Химст, Бобби Мур, Казимеж Дейна, Освальдо Ардилес, Ко Принс и Майк Саммерби. В съёмках фильма участвовал английский футбольный клуб «Ипсвич Таун».

## Сюжет
Действие в фильме происходит во время Второй мировой войны в немецком лагере для военнопленных на территории Франции. Группа западных военнопленных под руководством капитана британской армии Джона Колби, некогда игравшего в футбол за «Вест Хэм Юнайтед», готовится к выставочному матчу против немецкой команды тюремщиков. Колби узнаёт, что немцы собираются использовать это в целях пропаганды. Колби как капитан и тренер подбирает игроков. Ещё один пленный, капитан Армии США Роберт Хэтч, который служил в канадской армии, в команду изначально не попадает, но уговаривает Колби назначить его тренером, поскольку Хэтч должен подготовить план побега пленных из лагеря.
Старшие офицеры предлагают Колби использовать матч как удачный повод для бегства, однако Колби отказывается, опасаясь, что его игроки будут казнены. Хэтч тем временем готовится к побегу, и начальство Колби соглашается ему помочь в обмен на обязательство заручиться  в Париже помощью Французского сопротивления. Хэтч убегает из лагеря и прибывает в Париж. Сначала французы отказываются помогать ему во время матча, считая, что это слишком опасно. Однако выясняется, что игра пройдёт на французском стадионе «Стад де Коломб», и французы соглашаются. По плану в раздевалку игроков прокопают тоннель, по которому те убегут. Они убеждают Хэтча сдаться немцам, чтобы он передал британским высшим офицерам всю информацию о побеге.
Хэтч сдаётся, но его помещают в одиночную камеру, поэтому игроки не знают, удалось ли согласовать план. Колби требует от немцев включить Хэтча в заявку, поскольку тот — резервный вратарь, а у основного — перелом руки. Колби вынужден сломать руку основному вратарю, чтобы доказать правдивость своих слов, и немцы принимают условия Колби. Пленные могут покинуть лагерь только для того, чтобы сыграть матч, а затем их снова вернут в лагерь. Подпольщики тем временем к перерыву прорыли тоннель в раздевалку, и Хэтч предлагает бежать всем. Однако команда отказывается, поскольку хочет победить любой ценой, хотя они проигрывают 1:4, а немцы играют грубо. Луис Фернандес тяжело травмирован, и его уносят с поля на носилках.
Несмотря на предвзятое судейство и жестокую игру со стороны немцев, голы Луиса Фернандеса, Карлоса Рея и Терри Брэди приносят ничью. Хэтч спасает ворота на последних секундах, отбивая пенальти немцев, а с учётом незасчитанного гола немцы терпят в итоге поражение. Пленные в конце концов бегут прочь со стадиона, пользуясь суматохой на поле — туда выбегают зрители, скандирующие на французском: «Победа!».

## В ролях

### Актёры
- Майкл Кейн — капитан Джон Колби
- Сильвестр Сталлоне — капитан Роберт Хэтч
- Макс фон Сюдов — майор Карл фон Штайнер
- Джордж Микелл — комендант лагеря
- Антон Диффринг — комментатор матча
- Кэрол Лор — Рене
- Гари Вальдхорн — капитан Райнер Мюллер
- Бенуа Ферро — Жан Поль
- Клайв Меррисон — Кузнец
- Морис Роевз — Пири
- Майкл Кочрейн — Фаррелл
- Золтан Гера — Виктор
- Тим Пиготт-Смит — майор Роуз
- Дэниел Мэсси — полковник Уолдрон
- Жан-Франсуа Стевенан — Клод
- Артур Браусс — гауптштурмфюрер Лутц
- Майкл Вулф — генерал Ланг
- Дэвид Шоуер — оберлейтенант Штраус
- Юрген Андерсен — Лоренц
- Джулиан Карри — командир крыла Шурлок

### Игроки
- Пеле — капрал Луис Фернандес
- Бобби Мур — Терри Брэди
- Джон Уорк — Артур Хэйес
- Освальдо Ардилес — Карлос Рей
- Казимеж Дейна — Пол Волчек
- Сёрен Линдстед — Эрик Балл
- Поль ван Химст — Мишель Филё
- Вернер Рот — Бауманн, капитан немецкой команды
- Майк Саммерби — Сид «Баззер» Хармор
- Халлвар Торесен — Гуннар Хильссон
- Расселл Осман — Даг Клур
- Кевин О’Каллахан — Тони Луис
- Ко Принс — Питер ван Бек
- Лори Сивелл — Шмидт, вратарь немецкой команды
- Робин Тернер — немецкий игрок
- Кевин Битти — дублёр Колби
- Пол Купер — дублёр Хэтча
- Амиду — Андре